# La grande barriera (film 1937)
La grande barriera (The Barrier) è un film del 1937 diretto da Lesley Selander. La sceneggiatura di Bernard Schubert (adattata per lo schermo da Harrison Jacobs e Mordaunt Shairp) si basa su The Barrier, romanzo di Rex Beach pubblicato a New York nel 1908 che già nel 1926 era stato adattato per il cinema da George W. Hill con il film The Barrier.

## Trama
Nel 1890, a Flambeau, piccola cittadina mineraria in Alaska che si trova vicina al confine con il Canada, tra gli abitanti ci sono i cercatori John Gale e "No Creek" Lee e il cacciatore di pellicce francese Poleon Doret. Gale, un uomo dal grande cuore, vive insieme a una donna indiana, Alluna, e a una ragazza, Necia, che lui tratta come una figlia. In realtà, Necia è figlia di un'altra indiana, Merridy, amata tempo prima da Gale, che però aveva sposato un altro. Bennett, il marito, si era rivelato un uomo violento e Merridy, cercando di salvare la figlia dai suoi abusi, aveva chiesto aiuto a Gale che le aveva promesso di vegliare sulla piccola finché lei non li avesse raggiunti dopo avere lasciato il marito. Ma Merridy non era mai arrivata e Gale era stato accusato del rapimento della bambina e dell'omicidio di Merridy. Sfuggito alla cattura, Gale si era dato alla macchia, rifugiandosi a Flambeau. Quando in città arrivano le truppe degli Stati Uniti che, sotto la guida del tenente Burrell, creano una postazione fissa dell'esercito, Flambeau è tutta in fibrillazione. Tra i nuovi arrivati c'è anche Bennett che adesso usa il nome di Stark. L'uomo, da quindici anni, è sulle tracce di Gale e ora ha l'intenzione di farlo arrestare e di prendergli Necia. Poleon, il francese, cresciuto con la ragazza, si è innamorato di lei, ma Necia gli preferisce il tenente. Alluna, però, la avverte che un uomo bianco non sposerà mai una mezzosangue come lei. Necia, dopo aver parlato con Burrell che le dice che una loro separazione per lei sarebbe la miglior cosa, se ne va via con il cuore a pezzi. Gale decide di raccontare tutto al tenente per assicurare un futuro a Necia. Stark ordina a Burrell di arrestarlo, ma deve confrontarsi con il minatore. Dallo scontro, i due avversari escono entrambi feriti. Ormai in fine di vita, Stark dice di avere preso Necia. Poleon, che lo sente, corre al fiume a salvare la ragazza, arrivando appena in tempo. Burrell, intanto, ottiene la confessione di Stark sull'omicidio di Merridy, scagionando così Gale che viene ritenuto dal comitato dei minatori non colpevole anche per la morte di Stark. Poleon cede galantemente Necia a Burrell e se ne va via da Flambeau in canoa cantando una canzone.

## Produzione
Il film fu prodotto dalla Paramount Pictures.

## Distribuzione
Distribuito dalla Paramount Pictures, il film fu presentato in prima in Svezia il 31 marzo 1937. Negli Stati Uniti, uscì il 26 novembre. Nel 1938, fu distribuito in Finlandia il 20 febbraio (con il titolo Pohjolan tytär) e in Danimarca, il 25 aprile, come Den tavse Hævner. In Brasile, il film uscì con il titolo Nícia, A Flor do Alasca.